# Gerritea pseudopetiolata
Gerritea pseudopetiolata là một loài thực vật có hoa trong họ Hòa thảo. Loài này được Zuloaga Morrone & Killeen mô tả khoa học đầu tiên năm 1993.